# Okubo Masato
Masato Okubo (sinh ngày 17 tháng 4 năm 1986) là một cầu thủ bóng đá người Nhật Bản.

## Sự nghiệp câu lạc bộ
Masato Okubo đã từng chơi cho Kawasaki Frontale và FC Ryukyu.